# Trattato di Costantinopoli (1897)
Il trattato di Costantinopoli venne firmato il 4 dicembre 1897 tra Impero ottomano e Grecia, e previse il termine formale della Guerra greco-turca che era iniziata nella primavera dello stesso anno. L'accordo portò la creazione di uno stato autonomo di Creta, sotto però la sovranità ottomana.

## Contesto
Nel 1821 scoppiò la Guerra d'indipendenza greca, che vide poi la proclamazione dell'indipendenza del Regno di Grecia; a restare ancora sotto la sovranità ottomana fu l'isola di Creta, che si trova nel Mar Egeo. Alla fine del XIX secolo, la popolazione dell'isola cretese era prevalentemente cristiana e di lingua ed etnia greca. Negli anni 1880 furono diverse le rivolte delle genti cretesi contro l'amministrazione turca e durante una di queste rivolte, nel febbraio del 1897, le truppe greche sbarcarono a Creta per annettere l'isola. Ciò portò allo scoppio della cosiddetta Guerra dei Trenta Giorni, o Guerra greco-turca, tra l'Impero ottomano ed il Regno di Grecia; il conflitto fu combattuto principalmente nelle regioni greche della Tessaglia e dell'Epiro. In Tessaglia, l'esercito ottomano, superiore in termini di forze, comandato da Edhem Pascià, sconfisse i greci e conquistò gran parte del territorio. Dopo la richiesta di un cessate il fuoco da parte di Nicola II di Russia, la Grecia chiese la pace e le grandi potenze europee intervennero per costringere il governo ottomano a restituire la maggior parte dei territori occupati durante la guerra e a concedere l'autonomia a Creta. L'isola difatti divenne uno stato autonomo ma in realtà rimaneva sempre sotto la sovranità turca. La guerra terminò formalmente il 4 dicembre 1897 con la firma del trattato di Costantinopoli.

## Trattato
I negoziati di pace tra i due paesi iniziarono il 21 ottobre 1897 e si conclusero due mesi dopo, con la firma il 4 dicembre. I termini erano:
- La regione greca della Tessaglia, che durante la guerra era stata quasi interamente occupata dagli ottomani, venne restituita alla Grecia tranne per alcune minime modifiche favore dei turchi.
- La Grecia accettava di pagare ingenti riparazioni di guerra.
- Gli ottomani non si sarebbero ritirati prima del pagamento delle riparazioni
- Gli ottomani accettarono di promuovere lo status di Creta come stato autonomo, sotto la sovranità dell'impero turco.

Sebbene l'esercito ottomano avesse riportato la vittoria sul campo, l'Impero Ottomano non ne trasse alcun beneficio: la sovranità su Creta si rivelò completamente inefficace e l'isola dichiarò unilateralmente l'unione con la Grecia nel 1908. Tale unione fu formalizzata dopo le guerre balcaniche, con l'annessione dell'isola al regno greco il 1° dicembre 1913. Nello scambio di popolazione del 1923 tra Grecia e Turchia, la popolazione musulmana dell'isola fu trasferita in Turchia.